# Олівія (фільм, 1951)
«Олівія» (фр. Olivia; відомий також під назвою «Колодязь самотності») — французький фільм-драма 1951 року, поставлений режисеркою Жаклін Одрі за однойменним автобіографічним романом Дороті Бассі 1949 року. Стрічку було названо «новим етапом у зображенні лесбійок в кіно».

## Сюжет
Олівія приїжджає в елітну школу для дівчат, що належить мадемуазель Жулі́ і мадемуазель Кара́. Дві подруги-компаньйонки разюче відрізняються одна від одної. Мадемуазель Жулі проводить більше часу з вихованками, веде у них уроки, влаштовує вечори читання книг. Мадемуазель Кара воліє знаходитися у своїй кімнаті та скаржитися на погане самопочуття.
На одному з вечорів читання мадемуазель Жулі виявляє, що Олівія добре обізнана зі старогрецькою поезією. Читання віршів вчителькою справляє на Олівію сильне враження. Вони зближуються, мадемуазель Жулі розпитує ученицю про її життя в Англії, а в один з наступних днів бере з собою до Парижа.
Між тим прихильність учениць до мадемуазель Жулі викликає злісні напади роздратування у мадемуазель Кара. Олії у вогонь додає приїзд Лори — однієї з колишніх учениць. Олівія зізнається Лорі, що кохає мадемуазель Жулі. Але Лора вимушена поїхати, оскільки її присутність дратує мадемуазель Кара і та свариться з компаньйонкою. Олівія залишається наодинці зі своїми почуттями. Не в змозі стримати їх, вона освідчується мадемуазель Жулі в коханні. Та не може дозволити чому-небудь статися між ними. Проте відкривається, що теж закохана. Сцени, що влаштовуються мадемуазель Кара стають нестерпнішими, і мадемуазель Жулі приймає рішення покинути школу і порвати з компаньйонкою.
У вечір від'їзду вчителька приїжджає в школу попрощатися з Олівією. Вони розлучаються, але тут з'ясовується, що мадемуазель Кара мертва. Розслідування намагається з'ясувати, чи було це самогубством, чи вбивством. Олівія вигороджує мадемуазель Жулі, яку можуть запідозрити в причетності до того, що сталося.
Школа закривається, учителі й учениці вимушені роз'їхатися. Мадемуазель Жулі звинувачує себе у смерті подруги і, не бажаючи нікому завдати ще більшої шкоди, говорить Олівії, що вони повинні розлучитися назавжди.

## У ролях
| Актор(ка)        |  | Персонаж         |
| ---------------- |  | ---------------- |
| Едвіж Фейєр      |  | Мадемуазель Жулі |
| Марі-Клер Олів'є |  | Олівія           |
| Сімона Сімон     |  | Мадемуазель Кара́ |
| Еллі Норден      |  | Лора             |

| Актор(ка)      |  | Персонаж          |
| -------------- |  | ----------------- |
| Сюзан Дееллі   |  | Мадемуазель Дюбуа |
| Івонн де Бре   |  | Вікторі, кухарка  |
| Марина де Берг |  | Мімі              |
| Леслі Мейнард  |  | Фрау Різенер      |

## Визнання
| Нагороди та номінації фільму «Олівія» | Нагороди та номінації фільму «Олівія» | Нагороди та номінації фільму «Олівія» | Нагороди та номінації фільму «Олівія» | Нагороди та номінації фільму «Олівія» | Нагороди та номінації фільму «Олівія» |
| Рік                                   | Кінофестиваль/кінопремія              | Категорія/нагорода                    | Номінант                              | Результат                             | Результат                             |
| ------------------------------------- | ------------------------------------- | ------------------------------------- | ------------------------------------- | ------------------------------------- | ------------------------------------- |
| 1953                                  | Премія БАФТА                          | Найкращий іноземна акторка            | Едвіж Фейєр                           | Номінація                             |                                       |